# Суртсејанска ерупција
Суртсејанска ерупција је тип вулканске ерупције која се дешава у плитким морима или језерима. Добила је назив по острву Суртсеј, јужно од обала Исланда. Ове ерупције су обично фреатомагматске ерупције. Дешавају се у облику снажних експлозија, које потичу од чињенице да базалтна и андезитска магма долази у контакт са великом количином плитке подземне воде. Магма која излази из вулканског кратера се брзо хлади и ствара туфне прстенове и пирокластичне конусе изграђене примарно од пепела.

## Карактеристике
Иако овај тип ерупције има сличну природу као и остали типови фреатомагматских ерупција, ипак има и неке специфичне карактеристике:
- Физичке карактеристике магме: вискозна, базалтна;
- Карактер експлозивне активности: снажно избацивање чврстих и топлих фрагмената магме, у виду континуираних или ритмичних експлозија, док су наслаге ових ерупција у виду базних сурџева;
- Природа ефузивне активности: кратки лавични токови, локално у облику пилоу лава;
- Карактер пирокластичних продуката: смена финозрног падавинског материјала и наслага пирокластичних сурџева;
- Структуре око вулканског канала: туфни прстенови.